# Viper (Six Flags Great America)
Viper is een houten achtbaan in het Amerikaanse attractiepark Six Flags Great America. Viper werd in 1995 geopend en is de enige achtbaan die door Six Flags zelf werd gebouwd.
De lay-out van Viper is een gespiegeld kopie van de Coney Island Cyclone. De rit is echter minder ruig dan het origineel. Door de jaren heen is de wachtrij van Viper verschillende malen aangepast om toevoegingen aan het park, zoals Raging Bull, mogelijk te maken.
Tijdens het Fright Fest wordt Viper hernoemd naar Viper: Snakes on a Train als parodie op de film Snakes on a Plane uit 2006.